# Mr. Freedom (альбом)
Mr. Freedom — второй студийный альбом итальянской группы Gabin, выпущенный в 2004 году на лейбле EMI.

## Об альбоме
Mr. Freedom сохранил прежнюю тенденцию группы писать песни в стилях лаунж и эйсид-джаз, но композиции на альбоме сильно изменились: они стали более танцевальными. В отличие от дебютного альбома, в Mr. Freedom все композиции были созданы для вокального исполнения, но исключение составляет чиллаут-трек «Midnight Caffe». По мнению обозревателя портала About.com, песни альбома звучат так, словно они были написаны 40 лет назад.
В записи диска приняли участие такие вокалисты, как Ди Ди Бриджуотер, Чайна Мойзес, Лайза Лор, Эдвин Коллинз и Джо Дженкинс. Все песни на пластинке записаны исключительно на английском языке. В качестве синглов были выпущены песни «Into My Soul» и «Mr.Freedom», а также «Bang to the Rock’n’Roll», которая использовалась в фильмах «Фантастическая четвёрка» (2005) и «Сексдрайв» (2008).

## Список композиций
| №   | Название                       | Автор(ы)                  | Длительность |
| --- | ------------------------------ | ------------------------- | ------------ |
| 1.  | «Mr.Freedom»                   | Боттини, Клэри            | 3:57         |
| 2.  | «Into My Soul»                 | Боттини, Клэри            | 4:36         |
| 3.  | «The Other Way Round»          | Боттини, Клэри, Тэрренато | 4:09         |
| 4.  | «Bang Bang to the Rock'n'roll» | Боттини, Клэри            | 4:16         |
| 5.  | «The Thousand and One Nights»  | Боттини, Клэри, Тэрренато | 5:09         |
| 6.  | «It's Gonna Be»                | Боттини, Клэри            | 7:47         |
| 7.  | «Midnight Caffe»               | Боттини, Клэри            | 5:50         |
| 8.  | «Just Be Yourself»             | Боттини, Клэри, Тэрренато | 4:12         |
| 9.  | «Africa»                       | Боттини, Клэри            | 9:11         |
| 10. | «And She's Still Watching Me»  | Боттини, Клэри, Мойзес    | 6:35         |

| №  | Название                            | Автор(ы)                  | Длительность |
| -- | ----------------------------------- | ------------------------- | ------------ |
| 1. | «Into My Soul (Nicola Conte Remix)» | Боттини, Клэри, Тэрренато | 6:29         |

## Участники записи
- Антонио Баглио (итал. Antonio Baglio) — мастеринг
- Ди Ди Бриджуотер (англ. Dee Dee Bridgewater) — вокал (дорожка 2)
- Джо Дженкинс (англ. Jho Jenkins) — вокал (дорожка 6)
- Лайза Лор (англ. Lisa Lore) — вокал (дорожка 9)
- Макс Боттини (итал. Max Bottini) — автор песен, акустическая гитара, электрическая гитара, клавишные, пианино, вокал, бэк-вокал, аранжировка
- Марио Корвини (итал. Mario Corvini) — тромбон
- Фабио Ловино (итал. Fabio Lovino) — обложка альбома
- Филиппо Клэри (итал. Filippo Clary) — автор песен, клавишные, аранжировка, бэк-вокал
- Чайна Мойзес (англ. China Moses) — вокал (дорожки 3, 5, 8, 10)
- Эдвин Коллинз (англ. Edwyn Collins) — вокал (дорожка 1)